# Otiocerus stollii
Otiocerus stollii är en insektsart som först beskrevs av Kirby 1821.  Otiocerus stollii ingår i släktet Otiocerus och familjen Derbidae. Inga underarter finns listade i Catalogue of Life.